# 里尔 (比利时)
里尔（荷蘭語：Lille，荷蘭語發音：[ˈlɪlə]）是比利时弗拉芒大區安特衛普省蒂倫豪特區的一个市镇，通行荷蘭語，是弗拉芒社群的一部分，面积59.40平方千米，人口16,564人（2020年1月1日）。